# Microxydia trigonifera
Microxydia trigonifera là một loài bướm đêm trong họ Geometridae.